# Buergeria buergeri
Buergeria buergeri é uma espécie de anura da família Rhacophoridae.
É endémica de Japão.
Os seus habitats naturais são: florestas temperadas e rios.
Está ameaçada por perda de habitat.